# Roschitz (Neuhausen/Spree)
Roschitz (veraltet auch Roschütz; niedersorbisch Roźic) ist ein zum Ortsteil Groß Oßnig gehörender bewohnter Gemeindeteil der Gemeinde Neuhausen/Spree im Landkreis Spree-Neiße in Brandenburg. Bis zum 18. September 2004 war Roschitz ein Ortsteil der bis dahin eigenständigen Gemeinde Groß Oßnig.

## Lage
Roschitz liegt in der Niederlausitz, rund zehn Kilometer südlich des Stadtzentrums von Cottbus. Der Ort ist ein Sackgassendorf. Umliegende Ortschaften sind Neuhausen im Nordosten, Bräsinchen im Südosten, Schäferberg im Südwesten, Klein Döbbern im Westen und Groß Oßnig im Nordwesten, wobei von Roschitz aus lediglich nach Groß Oßnig eine Straße führt. Unweit südlich von Roschitz liegt die Talsperre Spremberg.
Die Landesstraße 472 liegt einen Kilometer nördlich, die Bundesstraße 97 anderthalb Kilometer nordwestlich von Roschitz.

## Geschichte
Roschitz wurde als Ausbausiedlung von Groß Oßnig gegründet. Im 19. Jahrhundert gehörte der Ort zum Landkreis Cottbus in der preußischen Provinz Brandenburg. Bei der Volkszählung am 1. Dezember 1871 bestand die Kolonie, die damals als Roschütz verzeichnet war, aus 18 Wohngebäuden und hatte 107 Einwohner. In den 1880er-Jahren war Roschitz noch vollkommen sorbischsprachig.
Nach dem Zweiten Weltkrieg kam Roschitz in die Sowjetische Besatzungszone, aus der im Oktober 1949 die DDR gebildet wurde. Bei der Kreisreform am 25. Juli 1952 wurde die Gemeinde Groß Oßnig mit ihren Ortsteilen Roschitz und Harnischdorf dem Kreis Cottbus-Land im Bezirk Cottbus zugeordnet. Nach der Wiedervereinigung lag Roschitz zunächst im Landkreis Cottbus im Land Brandenburg, der im Dezember 1993 im neuen Landkreis Spree-Neiße aufging. Am 19. September 2004 wurde Groß Oßnig in die neu gebildete Gemeinde Neuhausen/Spree eingegliedert, wobei Roschitz zu einem Gemeindeteil herabgestuft wurde.